# Sam Deroo
Sam Deroo (Beveren, 29 de abril de 1992) é um jogador de voleibol belga que atua na posição de ponteiro.

## Carreira

### Clube
A carreira de Deroo começou em 2010, quando ingressou na equipe do Knack Randstad Roeselare, com a qual, em duas temporadas, conquistou a Supercopa Belga de 2010 e a Copa da Bélgica de 2010–11. Na temporada 2012–13, o atleta belga foi contratado pelo Casa Modena para atuar no voleibol italiano, por onde permaneceu por dois anos. Em 2014, assinou contrato com o Calzedonia Verona, permanecendo a atuar no campeonato italiano.
Na temporada 2015–16, se transferiu para o ZAKSA Kędzierzyn-Koźle, onde conquistou dois título do Campeonato Polonês e a Copa da Polônia de 2016–17.
Após uma curta passagem pelo Al-Rayyan, por onde conquistou o título da Copa Emir de 2019, a partir da temporada 2019–20, estreou no campeonato russo para defender as cores do Dínamo Moscou com o qual conquista a Copa da Rússia de 2020, o Campeonato Russo de 2020–21 e a Taça CEV de 2020–21, além do título de melhor jogador do clube na temporada pelo voto público dos torcedores.
Em 2021, voltou a atuar no voleibol polonês após fechar contrato com o Asseco Resovia Rzeszów. Ao término da temporada, o belga anunciou sua volta ao campenato russo para disputar a temporada 2022–23 pelo Zenit Kazan.

### Seleção
Deroo estreou na seleção belga sub-19 em 2009, no Campeonato Europeu Sub-19 e no Campeonato Mundial Sub-21, ficando em sétimo e sexto lugar, respectivamente. Estreou na seleção adulta belga em 2011, no Campeonato Europeu e no Liga Europeia. Ajudou a seleção belga a conquistar o primeiro título de sua história ao marcar 11 pontos na final pela Liga Europeia de 2013, contra a seleção croata.
Em 2017 perdeu a disputa pela medalha de bronze no Campeonato Europeu após perder a partida por 3 sets a 2 para a seleção da Sérvia.

## Títulos
Knack Roeselare
- Copa da Bélgica: 2010–11
- Supercopa Belga: 2010

ZAKSA Kędzierzyn-Koźle
- Campeonato Polonês: 2015–16, 2016–17, 2018–19
- Copa da Polônia: 2016–17, 2018–19

Al-Rayyan
- Copa Emir: 2019

Dínamo Moscou
- Taça CEV: 2020–21
- Campeonato Russo: 2020–21
- Copa da Rússia: 2020

Zenit Kazan
- Campeonato Russo: 2022–23
- Copa da Rússia: 2022
- Supercopa Russa: 2023

## Clubes
| Anos      | Clube                    |
| --------- | ------------------------ |
| 2010–2012 | Knack Randstad Roeselare |
| 2012–2014 | Casa Modena              |
| 2014–2015 | Calzedonia Verona        |
| 2015–2019 | ZAKSA Kędzierzyn-Koźle   |
| 2019–2019 | Al-Rayyan                |
| 2019–2021 | Dínamo Moscou            |
| 2021–2022 | Asseco Resovia Rzeszów   |
| 2022–     | Zenit Kazan              |